# 蕃茄超人
《蕃茄超人》是1992年4月3日至1993年3月27日在TXN播放的日本电视动画，東京電視台、TXN九州（現・TVQ九州放送）、讀賣廣告社、学研共同製作，全50話。中國電視公司播出時譯為《十勇士》，靖天傳播靖天卡通台播出時譯為《番茄十勇士》。

## 故事情节
生菜沙拉王国的桃子公主遭到昆虫王国的蝴蝶女王嫉妒，蝴蝶女王用迷魂花粉让她昏睡，若没恶龙的泪水就永远不醒。感到焦急的甜瓜国王为拯救女儿就请乌梅法师想办法。乌梅法师拿出十颗勇气果实在全国上空撒播。于是就出现为公主战斗的沙拉十勇士。